# 克莱特坎普
克莱特坎普是德国石勒苏益格－荷尔斯泰因州的一个市镇。总面积11.52平方公里，总人口125人，其中男性61人，女性64人（2011年12月31日），人口密度11人/平方公里。